# Südasien-Informationsnetz
Das Südasien-Informationsnetz ist ein gemeinnütziger Verein, der beim Amtsgericht Berlin-Charlottenburg (Vereinsregister-Nr. 95 VR 22287 NZ) eingetragen ist. Der Verein widmet sich der Förderung von Bildung über die Länder der Region Südasien.
Das Südasien-Informationsnetz e.V. betreibt die seit Frühjahr 2000 existierende Website suedasien.info (ISSN 1863-6063), ehemals suedasien-online, die Informationen zu den Ländern Südasiens (Afghanistan, Bangladesch, Bhutan, Indien, Malediven, Nepal, Pakistan und Sri Lanka) im Internet kostenlos zur Verfügung stellt.
Anfang 2004 wurde von dem Verein darüber eine eigene Publikationsreihe (Südasien-Informationen, ISSN 1860-0212) gegründet, von der mittlerweile über ein Dutzend Ausgaben veröffentlicht wurden, und die ebenfalls kostenlos über das Webportal von suedasien.info als PDF erreichbar ist.
Zeitgleich intensivierten sich die Aktivitäten des Südasien-Informationsnetz über den virtuellen Raum hinaus. Kooperationen mit verschiedenen anderen Nichtregierungsorganisationen und Institutionen nehmen einen weiteren, zunehmend wichtigeren Aspekt der Vereinsarbeit ein. 